# Escuela Municipal Deportivo Binacional
Der Club Escuela Municipal Deportivo Binacional FC – gekürzt Escuela Municipal Deportivo Binacional, aber hauptsächlich bekannt als Deportivo Binacional oder Binacional – ist ein peruanischer Fußballverein, der 2010 vom damaligen Bürgermeister des Distrikts Desaguadero, Region Puno Juan Carlos Aquino gegründet wurde. Die Mannschaft spielt ab der Saison 2024 in der zweiten peruanischen Liga. 2019 gewann der Vereins erstmals die Meistertitel. Der auch mit den Rufnamen El poderoso del sur, El bi oder Los pumas del sur belegte Verein trägt seine Heimspiele im Estadio Guillermo Briceño Rosamedina in Juliaca aus und läuft dabei in vollständig himmelblauer Spielkleidung auf.

## Geschichte

### Gründung und Ligaeinordnung (2010–2011)
Der Verein wurde am 18. Dezember 2010 vom Bürgermeister des Distrikts Desaguadero, Region Puno Juan Carlos Aquino unter dem Namen Club Deportivo Binacional de Desaguadero gegründet. Der Begriff Binacional beschreibt dabei die unmittelbare Nähe des Distrikts zur bolivianischen Grenze. Aquino wurde als Gründer zum ersten Präsidenten des Klubs. Die Heimat des Vereins war die Landstadt Desaguadero und man erhielt im Spieljahr 2011 einen Startplatz in der Liga Superior de Puno. Diese Staffel, welche zu den Ligas Superiores del Peru gehört, ist im peruanischen Pyramidensystem in der vierten Ebene angesiedelt und dient zur Qualifikation für die Ligas Departamentales del Perú, der regionalen Spielklasse und dritthöchsten Liga. Diese Liga ist die Vorstufe für die Copa Perú, welche ein Wettbewerb ist, bei welchem die besten Mannschaften der Departamentales teilnehmen und der Sieger daraus in die höchste peruanische Spielklasse und der Zweitplatzierte in die zweithöchste peruanische Spielklasse aufsteigen darf.

### Erste Erfolge im Amateurbereich (2012–2016)
Nachdem in der ersten Saison keine nennenswerten Erfolge erzielt werden konnten, gelang im folgenden Spieljahr 2012 der zweite Platz in der Liga Superior de Puno und damit die Qualifikation für die Ligas Departamentales, wo in der jeweiligen Staffel ebenso der zweite Rang erreicht werden konnte, welcher zur Teilnahme am Copa Perú ausreichte. Dort wurde man in der Gruppe B der Region VIII gelistet und konnte diese gewinnen. Mit einem Sieg gegen den Sieger der Gruppe A qualifizierte man sich für die nationale Endausscheidung. Dort scheiterte man jedoch bereits im Achtelfinale gegen Deportivo CREDICOOP aus Tacna. In der nächsten Saison 2013 erreichte man erneut die Teilnahme an der Copa Perú und erreichte über die Gruppenphase erneut das Achtelfinale der nationalen Stufe, wo man erneut im Achtelfinale ausschied, diesmal gegen den späteren Sieger des Turniers San Simón de Moquegua aus der gleichnamigen Stadt. In der Spielzeit 2014 gelang erneut die Teilnahme am Wettbewerb, wobei ein dritter Platz in der Gruppenphase jedoch nicht für die Teilnahme an der Endrunde ausreichte. Nachdem das Format des Copa Perú zur Saison 2015 verändert wurde, wurde die Qualifikation zur nationalen Ebene erschwert und Binacional gelang diese in diesem Jahr nicht.
Als Reaktion auf diesen Misserfolg vollzog Aquino, sicher, dass die sportliche Entwicklung im kleinen Desaguadero nicht gewährleistet ist, den Umzug des Teams in den Distrikt Paucarpata, wo man die Lizenz von Escuela Municipal de Paucarpata erwarb und von nun an in der Liga Distrital de Paucarpata spielte. Der Verein erhielt zusätzlich dazu seinen heutigen Namen Club Escuela Municipal Deportivo Binacional FC. Der Distriktswechsel rührte letztlich auch davon, dass sich Aquino in Paucarpata eine bessere Spielern erwartete, um die Ligaanforderungen mit genügend Fußballern aus dem Gebiet zu erfüllen. Unter dem neuen Namen und in der neuen Heimat erlebte der Verein im Spieljahr 2016 einen hervorragenden Start in die Ligawettbewerbe und qualifizierte sich eindrücklich für die nationale Klasse des Copa Perú. Dort blieb man in sechs Spielen mit vier Siegen und zwei Unentschieden ungeschlagen und belegte in der Tabelle den zweiten Platz aus 50 teilnehmenden Mannschaften. Das anschließende Achtel- und Viertelfinale überstand man erfolgreich und man spielte nun in einer Gruppe, der La Finalísima, bestehend aus den vier verbliebenen Mannschaften um den Aufstieg in die Primera División bzw. Segunda División. Mit dem dritten Platz verpasste dies jedoch und man verblieb in der viertklassigen Liga Distrital de Paucarpata.

### Aufstieg in die Erstklassigkeit (2017)
Binacional pflügte unter dem Cheftrainer Puchito Flores in der darauffolgenden Saison 2017 durch die Vorstufen der Copa Perú und qualifizierte sich erfolgreich für dieses Turnier. Mit dem 12. Tabellenplatz in der Ligatabelle, musste man in der zweiten Runde gegen León de Huánuco, um sich für das Achtelfinale qualifizieren zu können. Die als Los cremas del centro bekannte Mannschaft wurde in zwei Spielen mit einem deutlichen Gesamtergebnis von 11:2 erfolgreich aus dem Wettbewerb geworfen und im Achtelfinale bezwang man Defensor Laure Sur erfolgreich. Im Viertelfinale wurde Unión San Martín besiegt, womit sich die Mannschaft zum zweiten Mal in Folge einen Platz in La Finalísima sichern konnte. Im ersten Gruppenspiel feierte man einen klaren 4:0-Heimsieg gegen José Carlos Mariátegui. Das zweite Spiel gegen Atlético Grau endete mit einem torlosen 0:0-Unentschieden und in der dritten Partie gegen Estudiantil CNI konnte man wieder mit 2:0 gewinnen. In der Tabelle war man somit mit sieben Punkten gleichauf mit Atlético Grau, wurde aber mit einem besseren Tordifferenz zum Sieger des Turniers gekürt und sicherte sich den Aufstieg in die höchste peruanische Spielklasse.

### Akklimatisierung im Profibereich (2018)
Die 14 Spieltage andauernde Torneo de Verano, bei der die 16 Teilnehmer der Primera División in zwei Gruppen unterteilt sind, stellte das erste Turnier der Ligameisterschaft im Jahr 2018 dar. Das erste Spiel Binacionals in der ersten Liga endete am 3. Februar 2018 mit einer 0:2-Niederlage gegen die Academia Deportiva Cantolao im eigenen Stadion. Das zweite Ligaspiel gegen Unión Comercio neun Tage später konnte bereits mit 2:1 gewonnen werden und der paraguayische Mittelfeldspieler Milton Benítez wurde zum ersten Torschützen Binacionals in der Primera División. Mit fünf Siegen, sechs Unentschieden und drei Niederlagen beendeten die Poderoso del Sur, wie die Mannschaft häufig gerufen wird, die Verano. Vor der Torneo Apertura vollzog die Mannschaft einen kurzfristigen Umzug ins Estadio 25 de Noviembre in Moquegua. Das Ziel dabei war eine größere Anzahl an Zuschauern anzulocken. Dort blieb man in allen acht Heimspielen ungeschlagen (Fünf Siege und drei Unentschieden), holte aber aufgrund einer Auswärtsschwäche letztlich nur 23 Punkte und wurde Achter. Der Start in die Torneo Clausura 2018 war schwach und hatte zur Folge, dass der Aufstiegstrainer Puchito Flores Mitte Oktober von seinen Aufgaben entbunden wurde. Sein Nachfolger Mario Flores übernahm Binacional auf dem letzten Tabellenrang stehend und führte die Mannschaft mit 17 Punkten auf den 13. Tabellenplatz. In der gesamtheitlichen Tabelle, der Summe aus den drei Einzelturnieren Verano, Apertura und Clausura, belegte der Klub den achten Rang und sicherte sich somit einen Startplatz für die Copa Sudamericana 2019.

### Erster Meistertitel (2019)
Nach dem Ende der Spielzeit 2018 gab der Verein bekannt wieder zurück in die Region Puno zu ziehen und bestimmte das in Juliaca gelegene Estadio Guillermo Briceño Rosamedina als neue Heimat. Dieses erfüllte jedoch nicht die festgelegten Anforderungen der CONMEBOL, weshalb das Team bei Spielen der Copa Sudamericana 2019 letztlich im Estadio Monumental de la UNSA in Arequipa antrat. Zusätzlich wurde auch im Logo des Vereins das Wappen der Region wieder eingebunden.
Das Arbeitspapier von Mario Flores wurde nach dem Auslaufen am Ende der Saison 2018 nicht verlängert und zum Spieljahr 2019 übernahm Javier Arce die Tätigkeiten des Cheftrainers. Der Kader konnte am Jahresbeginn entscheidend verstärkt werden, beispielsweise mit den beiden routinierten Kolumbianern Donald Millán und Jeferson Collazos. In der ersten Runde der Copa Sudamericana 2019 traf man auf den CA Independiente, wo jeweils beide Partien verloren gingen und El Poderoso del Sur mit einem Gesamtergebnis von 2:6 aus dem Wettbewerb ausschied. Der Start in die Ligameisterschaft 2019 begann für Binacional deutlich besser und der Verein gewann mit 36 Punkten aus 17 Spielen überraschend die Torneo Apertura vor Sporting Cristal. Neuzugang Millán entwickelte sich mit 11 Toren und fünf Vorlagen zum besten Spieler der Liga und trug neben den Peruanern Marco Aldaír Rodríguez, Andy Polar und Juan Pablo Vergara zum großen Erfolg der Mannschaft bei.
In der Clausura 2019 konnte Binacional dieses Hoch vorerst nicht aufrechterhalten und Anfang September löste Javier Arce seinen Vertrag auf, nachdem er sich mit den Verantwortlichen überworfen hatte. Als Nachfolger wurde der erfahrene Roberto Mosquera präsentiert. Mit 28 Punkten schloss man die Clausura 2019 auf dem vierten Tabellenplatz ab. In der Gesamttabelle stand man auf dem ersten Platz, wurde aber noch von Sporting Cristal überholt, da diese für den Sieg der Reservemannschaft in deren entsprechender Liga zwei Zusatzpunkte erhielten und somit die reguläre Spielzeit mit einem Punkt Vorsprung beendeten. Der zweite Platz ermöglichte Binacional die Teilnahme an den Playoffs um den Meistertitel und man qualifizierte sich somit vorzeitig für die Copa Libertadores 2020. Das Halbfinale übersprang man als eigentlicher Sieger der regulären Saison durch ein Freilos und der Gegner in den beiden Endspielen wurde der 23-fache Meister Alianza Lima, welche in zwei Spielen Sporting Cristal bezwungen hatten.
Vor den wichtigsten beiden Spielen der Vereinshistorie erlebte der Verein am 2. Dezember 2019 eine Katastrophe. Die drei Spieler Donald Millán, Jeferson Collazos und Juan Pablo Vergara, welche absolute Stämmkräfte in der hervorragenden Spielzeit waren, verwickelten sich auf der Fahrt von Puno nach Juliaca in einen Autounfall. Alle drei wurden in das lokale Krankenhaus gebracht und während die Kolumbianer Millán sowie Collazos die Klinik bereits nach einigen Stunden mit leichten Verletzungen verlassen konnten, wurde in der Leber Vergaras durch eine gebrochene Rippe eine innere Blutung verursacht. Vor Mitternacht bestätigte der Verein in den sozialen Medien den Tod des 34-jährigen Flügelspielers. Bereits am nächsten Tag nahm Binacional den Trainingsbetrieb auf Wunsch der Spieler wieder auf, die den Meistertitel in Ehren Vergaras gewinnen wollten.
Das Finalhinspiel wurde sechs Tage später im eigenen Stadion ausgetragen und konnte eindrucksvoll mit 4:1 gewonnen, wobei der wiedergenesene Donald Millán mit einem Tor und zwei Vorlagen zum Matchwinner wurde. Das Rückspiel im Estadio Alejandro Villanueva verlor man eine Woche später mit 0:2. Das Ergebnis reichte aber zum Gewinn des ersten Meistertitels der Vereinsgeschichte aus.
Der Kader der Meistermannschaft 2019
| - Torhüter: Michael Sotillo (26 Spiele/0 Tore), Alexander Araujo (11/0), Yulio Ampuero (0/0) - Verteidiger: Jeickson Reyes (33/0), Ángel Pérez (31/1), Eder Fernández (28/3), Hervé Kambou (27/1), Ramón Córdoba (14/0), John Fajardo (13/0), Felipe Mesones (3/0), Diego Chávez (1/0), Diego Angles (1/0), - Mittelfeldspieler: Donald Millán (33/23), Édson Aubert (32/2), Yorkman Tello (30/4), Roque Guachire (13/1), Dahwling Leudo (13/0), Paolo Méndez (10/0), Ángel Ojada (9/1), Diego Carabaño (8/1), Renzo Salvador (3/0), Edson López (0/0), - Stürmer: Marco Aldaír Rodríguez (32/11), Andy Polar (32/8), Juan Pablo Vergara (27/12) 1, Héctor Zeta (27/6), Jeferson Collazos (22/7), Joaquín Astorga (11/0), José Hilario (10/1), Fernando Adrián (2/1) - Trainer: Javier Arce (bis September 2019) / Roberto Mosquera (ab September 2019) |

### Gegenwärtige Situation (2020–)
Nach dem überraschenden Gewinn des Meistertitels verließen zum Jahreswechsel 2019/20 einige wichtige Leistungsträger wie Donald Millán, Jeferson Collazos, Édson Aubert oder Hervé Kambou den Verein zu konkurrierenden peruanischen Vereinen. Im Gegenzug konnte man den Kader mit dem Nationaltorhüter Raúl Fernández, dem ehemaligen Toptalent Reimond Manco sowie den routinierten Legionären Nery Bareiro, Johan Arango und Sebastián Gularte und einigen Leihspielern verstärken.
Auch der Trainersessel wurde zum Saisonbeginn neu vergeben. Roberto Mosquera hatte seinen auslaufender Vertrag nicht verlängert und wurde als Ersatz für den Argentinier César Vigevani bei Club Bolívar gehandelt. Binacional präsentierte am 1. Januar 2020 überraschend Vigevani als neuen Cheftrainer, der mit der Mission Titelverteidigung beauftragt wurde. Trotz eines guten Starts in die Apertura 2020 wurde dieser jedoch bereits nach 40 Tagen im Amt entlassen und als Nachfolger wurde der Kolumbianer Flabio Torres präsentiert. In der Gruppenphase der Copa Libertadores 2020 wurde man mit den finanziell deutlich stärkeren River Plate und FC São Paulo sowie der ebenbürtigen LDU Quito in eine Gruppe gelost. Das erste Spiel konnte zuhause gegen den FC São Paulo mit 2:1 gewonnen werden. Das zweite Gruppenspiel endete mit einer 0:8-Auswärtsniederlage gegen River Plate und war gleichzeitig eine der höchsten Niederlagen der Wettbewerbsgeschichte.
Aufgrund der COVID-19-Pandemie bestritt Binacional anschließend für beinahe ein halbes Jahr kein Pflichtspiel und unter Torres kam die Mannschaft äußerst schlecht aus der Zwangspause und die Ergebnisse der Mannschaft verschlechterten sich in der Liga merklich. So musste man sich bald aus dem Titelrennen verabschieden und am 8. September 2020 endete die Ära Flabio Torres nach einem halben Jahr mit seiner Entlassung. Sein Nachfolger wurde der einst vom Hof gejagte Javier Arce. Auch dieser konnte das Ruder nicht herumreißen und nach einer Sieglosserie rutschte Binacional gegen Ende der Apertura sogar in die untere Tabellenhälfte und stand letztlich mit 23 Punkten nach 19 Ligaspielen dem Tabellenschlusslicht Deportivo Llacuabamba (11 Punkte) deutlich näher als dem überlegenen Sieger Universitario de Deportes (42 Punkte). In der Copa Libertadores war mit drei Punkten und einem Torverhältnis von 4:25 chancenlos.
Arce wurde letztlich nach einem Monat Amtszeit vor Beginn der Clausura 2020 entlassen und als vierter Trainer des Spieljahres wurde mit Puchito Flores erneut ein alter Bekannter ernannt. Die verkürzte Clausura 2020 wurde in zwei Gruppen à 10 Mannschaften ausgetragen, wobei jede Mannschaft einmal gegen die Gruppengegner spielte. Flores schaffte es Binacional zu stabilisieren, die Leistungen blieben jedoch weiterhin inkonstant und man blieb als Gruppenfünfter hinter den eigenen Erwartungen. In der aufsummierten Tabelle aus Apertura und Clausura stand Binacional auf dem 13. Tabellenrang mit zehn Punkten Abstand auf den ersten Absteiger Alianza Lima, den Vorjahresgegner im Endspiel um die Meisterschaft.
Der Start in die neu strukturierte Meisterschaft verlief ähnlich turbulent, wie jener im Vorjahr. Nach klaren Niederlagen in den ersten beiden Saisonspielen, trennte sich Binacional am 22. März 2021 von Puchito Flores. Die Trennung erfolgte einvernehmlich und beendete die zweite Amtszeit von Flores nach vier Monaten, in denen er die Mannschaft in acht Pflichtspielen betreut hatte. Die Geschickte wurden vorerst interimistisch vom Torwarttrainer und einstigen peruanische Teamtorhüter César Chávez-Riva sowie dem argentinischen Fitnesstrainer César Vaioli fortgefahren. Mitte April wurde mit dem Argentinier Rubén Insúa ein erfahrener Trainer verpflichtet, dessen letzte Erfolge jedoch schon über ein Jahrzehnt zurücklagen. Auch diesem gelang keine Kehrtwende, weshalb er bereits 24 Tage nach seiner Einstellung wieder von seinen Aufgaben entbunden wurde. Die verkürzte Apertura 2021 beendete Binacional in der Verantwortung von César Vaioli mit nur vier Punkten auf dem neunten und letzten Tabellenplatz der Gruppe B.
Zur Clausura 2021 wurde der Italo-Argentinier Carlos Desio als neuer Cheftrainer präsentiert, der damit zum ersten Mal eine solche Position im Vereinsfußball übernahm. Zuvor war er lediglich als Co-Trainer in der höchsten brasilianischen Spielklasse sowie als Trainer von argentinischen U-Nationalmannschaften tätig gewesen.

## Vereinsfarben und Logo
Binacional läuft seit seiner Gründung in Heimspielen in vollständig himmelblauen Dressen auf, während in Auswärtsspielen ein dunkleres Blau genutzt wird. Das Logo besteht aus dem Vereinswappen, welches aus zwei gebildet ist. In der unteren Hälfte sind eine Sonne und die Wellen des Titicacasees dargestellt. In der oberen Hälfte ist das Wappen der Region Puno ersichtlich. In der Zeit, als Binacional in Arequipa spielte, war stattdessen das Wappen der Region Arequipa zu sehen. Rechts und links neben dem Vereinswappen befinden sich zwei auf den Hinterbeinen stehende Pumas. Über dem Wappen prangen ein Fußball im Design eines Adidas Telstars sowie drei Sterne.

## Erfolge
- Peruanischer Meister (1): 2019
- Sieger der Copa Perú (1): 2017

## Spielstätte
Binacional trägt seine Heimspiele im 20.030 Zuseher fassenden Estadio Guillermo Briceño Rosamedina in Juliaca aus. Obwohl dieses seit 2016 renoviert wurde, diente es bereits in der Saison 2019 Spielstätte des Vereins. Da die zugesicherten Gelder der Region Puno nicht ausreichten, verzögerten sich die Bauarbeiten am Stadion. Die CONMEBOL erlaubte Binacional im Dezember 2019 die Nutzung des Stadions bei Spielen der Copa Libertadores aufgrund einer fehlenden Flutlichtanlage nicht, weshalb man für zwei Partien ins Estadio Nacional del Perú ausweichen musste. Mitte Februar 2020 waren die Umbauarbeiten abgeschlossen, die Flutlichtmasten installiert und die CONMEBOL erteilte die Erlaubnis, dass Binacional das letzte Heimspiel der Gruppenphase der Copa Libertadores im Estadio Guillermo Briceño Rosamedina austragen darf.

## Trainer
| Zeitraum  | Trainer          |
| --------- | ---------------- |
| 2013      | Gustavo Castelli |
| 2016–2017 | Mario Flores     |
| 2017      | Freddy García    |
| 2018      | Puchito Flores   |
| 2018      | Mario Flores     |
| 2019      | Javier Arce      |
| 2019      | Roberto Mosquera |
| 2020      | César Vigevani   |
| 2020      | Flabio Torres    |
| 2020      | Javier Arce      |
| 2020–2021 | Puchito Flores   |
| 2021      | Rubén Insúa      |
| 2021      | César Vaioli     |
| 2021–     | Carlos Desio     |

## Bekannte Spieler
- Andy Polar (2016–)
- Jorge Ramírez (2018)
- Mauro Vila (2018)
- Hervé Kambou (2019)
- Reimond Manco (2020)